# Toyota Corolla Rumion
Toyota Corolla Rumion (na rynku australijskim Toyota Rukus) – samochód osobowy typu MPV produkowany od roku 2007 przez japońskie przedsiębiorstwo Kanto Auto Works, a sprzedawany pod marką Toyota. Dostępny wyłącznie jako 5-drzwiowy minivan. Do napędu użyto benzynowych silników R4 o pojemności 1,5 oraz 1,8 l. Moc przenoszona jest na oś przednią (opcjonalnie AWD) poprzez skrzynię CVT.

## Dane techniczne (R4 1.5)

### Silnik
- R4 1,5 l (1497 cm³), 4 zawory na cylinder, DOHC
- Układ zasilania: wtrysk
- Średnica cylindra × skok tłoka: 75,00 mm × 84,70 mm
- Stopień sprężania: 10,5:1
- Moc maksymalna: 110 KM (81 kW) przy 6000 obr./min
- Maksymalny moment obrotowy: 140 N•m przy 4400 obr./min

## Dane techniczne (R4 1.8)

### Silnik
- R4 1,8 l (1797 cm³), 4 zawory na cylinder, DOHC
- Układ zasilania: wtrysk
- Średnica cylindra × skok tłoka: 80,50 mm × 88,30 mm
- Stopień sprężania: 10,0:1
- Moc maksymalna: 136 KM (100 kW) przy 6000 obr./min
- Maksymalny moment obrotowy: 175 N•m przy 4400 obr./min